# ضياء الدين مكرم شاه الأول سلطان قدح
السلطان ضياء الدين مكرم شاه الأول بن السلطان محي الدين منصور شاه (توفي في 1 مايو 1688) هو السلطان الخامس عشر لسلطنة قدح. كان عهده من 1662 إلى 1688. أسس عاصمته في واي، في بيرليس، وأطلق عليها اسم كوتا إنديرا كايانجان في أغسطس 1664. قبل السيادة السيامية وأرسل بونغا ماس في يناير 1674.